# Alcífron
Alcífron   (Síria, segle II - segle II) (grec antic: Ἀλκίφρων, llatí: Alciphron) fou un sofista grec, dels més eminents entre els epistològrafs. Hom el situa entre el segle iii i el segle v, però no és gaire segur.

## Obra
Alcífron és l'autor de 124 escrits redactats en format de lletra. 118 es conserven senceres i 6 només són fragments. Estan escrites amb un estil elegant en llengua àtica. Els protagonistes són principalment quatre tipus de persones: pescadors, camperols, paràsits i heteres. Estaven agrupades en tres llibres:

### Llibre primer
La major part de les cartes d'aquest llibre estan escrites com si l'autor fos un pescador, però són de tema divers. Algunes com la d'«Eudi a Filòscaf» tenen bellíssimes descripcions de paisatges marítims. Altres com la de «Panope a Eutíbol» expressa la queixa de la dona d'un pescador que després d'anys de matrimoni li és infidel. N'hi ha com la d'«Halictip a Encimó» que és la queixa d'un home tenint per veí una persona indesitjable que tan aviat li demana favors com es fica en els seus assumptes personals. També s'hi poden trobar cartes donant consells com la d'«Èuplous a Talasser» que tracta d'un pescador preocupat pel seu company de feina perdent el cap per amor a una dona. N'hi ha que són reflexions sobre les diferències de vida entre pobres i rics, com la de «Nàusibos a Primneu» en la que un pescador s'exclama amb sorpresa de la vida de luxes que porten uns joves de famílies benestants que li han llogat la barca per anar a fer un passeig marítim; o en la de «Conoposfrantes a Iscòlim» en la que un pescador es plany decebut perquè ell és tan pobre que només pot fer una menjada al dia, mentre que el seu company Polícrit ha rebut una herència i no la comparteix amb ell. També s'hi pot trobar la descripció d'un hivern inusualment fred en «Platilem a Erebintoleó» en què la gent decideix, per a sobreviure a les baixes temperatures causades per una nevada, prendre un bany amb aigua calenta. N'hi ha d'altres com «Febiane a Anicet» en què una noia jove escriu a un home vell perquè pari d'assetjar-la amb propòsits sexuals. La resta del llibre està format per força cartes escrites per cortesanes lamentant-se per l'absència del seu amant, com la de «Glicera a Baquis» perquè ell se'n va a veure els jocs de Corint o la de «Tais a Eutidem» queixant-se perquè ell ha decidit estudiar filosofia i des de llavors se la mira amb superioritat.

### Libre segon
Aquest és el llibre del que se'n conserven menys epístoles. La majoria de les que queden són de tema amorós, escrites suposadament per cortesanes com la de «Làmia a Demetri» una dona demanant-li a un rei que s'hi fixi en ella, o la de «Mènades a Glicera», escrita per un home que comunica a la seva estimada que ha estat convidat pel rei d'Egipte i s'haurà d'absentar. També n'hi han escrites per criats com la de «Leonci a Làmia» queixant-se de la dificultat de complaure un home vell (de nom Epicur) de mal caràcter i que actua amb exigències com si fos un home jove.

### Llibre tercer
En aquest llibre també hi ha cartes de tema amorós, però sense repetir les situacions anteriors. Està, per exemple, la de «Glaucip a Clarope» en què una noia escriu a sa mare en un to de desesperació doncs el seu pare l'havia promès en matrimoni però ella ha conegut un altre home i se n'ha enamorat. Tot seguit està la carta de la mare escandalitzada demanant a la seva filla que se n'oblidi d'aquest caprici. En una altra carta surt el tema dels prestadors, «Evagre a Filoteer» és un pescador que havia demanat un préstec per a reparar les xarxes i havia posat com aval la seva barca. Quan per fi paga el deute, escriu a un amic, alleujat dient-li que abans s'estimaria passar fam que tornar a passsar per una situació semblant. També en aquest llibre apareixen històries de criats com en «Trecedipne a Lopadectamb» graciosa història d'un criat que proposa a un altre de tombar el pedestal del jardí sobre el que hi ha un rellotge de sol per a poder matar la gana abans de l'hora establerta per l'amo. Un altre exemple és la de «Salmonis a Gemel» un criat expressa amb insults la repugnància que sent pel seu amo però que no s'atreveix a dir-li a la cara. Però sobretot el que més abunda en aquest tercer llibre són cartes escrites per paràsits com «Artèptim a Cnisòzom» sobre les coses que han d'aguantar a canvi de poder menjar en un banquet: insults, galtades, bromes denigrants. Algunes cartes són de l'àmbit de la pagesia com «Iofont a Eràston» queixant-se d'un gall que l'havia despertat d'un somni en què era un home ric; o la de «Filis a Tasònides», un pare intentant de convèncer el seu fill que es dediqui a la pagesia en lloc de fer de mercenari, idea que el jove porta al cap. Un altre tipus de cartes són les que se'n parla de filòsofs com «Sitalces a Enopió» un pagès escrivint a un amic dient amb orgull que mai permetrà que el seu fill estudiï amb els filòsofs als quals qualifica de «xerraires de peus descalços i cares pàl·lides» doncs no són bons per a fer feines de veritat com ara llaurar la terra. Un altre esment de filòsofs és la de «Filòmetor a Filís» un pagès que es lamenta perquè va enviar el seu fill a vendre llenya a la ciutat, amb la desgràcia que el va captar una secta de cínics i des de llavors menysprea els diners, descuida la seva higiene personal i no vol saber res de la seva família.

## Estil literari
N'hi ha de molt extenses i d'altres extremadament breus com la de "Filomena a Critó" que només diu que es deixi d'excuses i li doni els diners que necessita. Resulten sorprenents la gran varietat d'emocions expressades pels diferents personatges, que podrien ben bé aplicar-se a situacions actuals. Les descripcions de les situacions són tan vívides com les que podrien donar-se avui dia. En aquest sentit cal un esment especial a la carta de "Napaeos a Creniades", un camperol explica que va assistir a un espectacle en què un il·lusionista feia aparèixer pedretes de darrere l'orella d'un home o de dins la seva boca. Espectacle que resulta familiar al lector actual, perquè és un truc molt vist però amb monedes.
Alcífron és tant bo descrivint situacions còmiques, com les dels criats queixant-se de passar gana, com denunciant situacions tràgiques com en "Epifilis a Amaricine" la història d'una vídua que és violada per un pretendent per obligar-la a casar-se amb ell, o en "Kascobuces a Hypnotrapezus" que narra una visita a Corint d'un personatge que va veure uns homes collint afamats deixalles del terra, situació que li fa dir «potser Venus és només la deessa protectora de les dones i la Fam el déu tutelar dels homes».
Des dels temps antics es va suposar que Alcífron devia ser contemporani de Llucià, suposició que es basa en les característiques d'estil que ambdós comparteixen. L'ambient que en descriu en algunes cartes, recorda l'obra de Llucià anomenada Diàlegs de les cortesanes. Entre aquests dos autors se'n poden trobar coincidències en: personatges semblants, gairebé calcats, cura pels detalls quan al realisme dels personatges, oratòria d'estil àtic, comicitat encoberta. Un altre exemple de coincidència seria la carta "Autocletos a Hetoemaristos" semblant al "Banquet dels filòsofs" de Llucià.
Aquesta és una carta escrita per uns paràsits que han estat convidats a un banquet juntament amb filòsofs. En un principi l'ambient sembla molt respectable, però així com va avançant la festa la situació va canviant. Els estoics es llancen a dormir, els pitagòrics es posen a recitar versos àurics acompanyats d'instruments musicals, els peripatètics demanen més pastissos, els epicurs es deixen portar pel plaer sexual amb una arpista, els cínics pixen i copulen a la vista de tots indiferents davant l'opinió dels altres. Els únics que feien cas dels paràsits eren els sofistes. Com es pot veure resulta difícil fugir de la crítica d'Acifró.
Algunes d'aquestes epístoles contenen converses de xafardeig típiques de les obres del comediògraf Menandre d'Atenes. Altres com la del barber bromista ("Gamokaeron a Fagodaetes") té semblances amb "Les mil i una nits" d'Aràbia".
Pel que fa als pescadors i als pagesos, són epístoles que pertanyen a un àmbit que en aquell moment estava de moda reproduir-lo amb un fingit naturalisme. Les epístoles paràsits i cortesanes ἑταίρα retraten un ambient de gent ociosa i marginal d'àmbit urbà. Algunes com la que Lamia adreça Demetri, són considerades models del gènere epistolar.